# Tutleky
Tutleky (německy Tutlek) jsou obec v okrese Rychnov nad Kněžnou v Královéhradeckém kraji, v údolí Štědrého potoka zhruba 2,5 kilometru severovýchodně od Kostelce nad Orlicí. Žije zde 335 obyvatel.

## Název
Jméno obce pravděpodobně vzniklo ze slova „klučiti“, tedy mýtit les. Původní Tukleky se pak hláskově přizpůsobily (k – t → t – t) na současné Tutleky.

## Historie
První písemná zmínka o obci pochází z roku 1358.

## Obyvatelstvo
| Rok            | 1869 | 1880 | 1890 | 1900 | 1910 | 1921 | 1930 | 1950 | 1961 | 1970 | 1980 | 1991 | 2001 | 2011 | 2021 |
| -------------- | ---- | ---- | ---- | ---- | ---- | ---- | ---- | ---- | ---- | ---- | ---- | ---- | ---- | ---- | ---- |
| Počet obyvatel | 536  | 521  | 525  | 533  | 556  | 536  | 494  | 366  | 398  | 363  | 328  | 335  | 322  | 346  | 348  |
| Počet domů     | 72   | 73   | 77   | 85   | 89   | 89   | 100  | 99   | 90   | 82   | 83   | 100  | 107  | 110  | 116  |

## Obecní správa
Mezi lety 1869–1980 Tutleky byly obcí v okrese Rychnov nad Kněžnou (v letech 1869–1890 okres Rychnov). Od 1. ledna 1981 do 23. listopadu 1990 patřily jako část města ke Kostelci nad Orlicí a od 24. listopadu 1990 jsou opět samostatnou obcí.

### Části obce
- Tutleky
- Dubí

### Obecní symboly
Znak a vlajka byly obci uděleny rozhodnutím předsedy Poslanecké sněmovny Parlamentu České republiky dne 9. prosince 2015.

## Pamětihodnosti
- Tutlecký hloh – nejstarší známý hloh v Českých zemích, zanikl roku 1894.

## Galerie

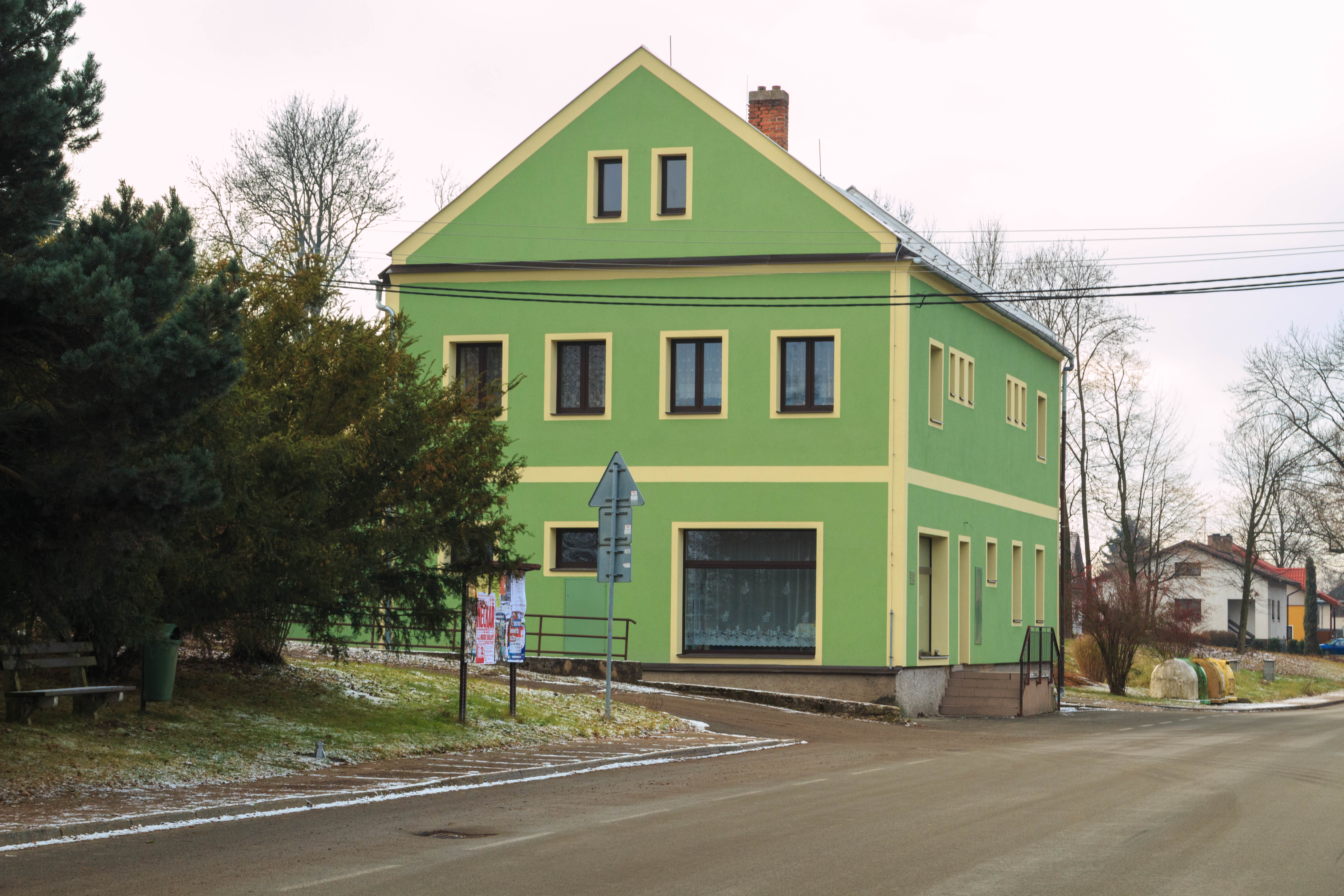
Tutleky – čp. 8
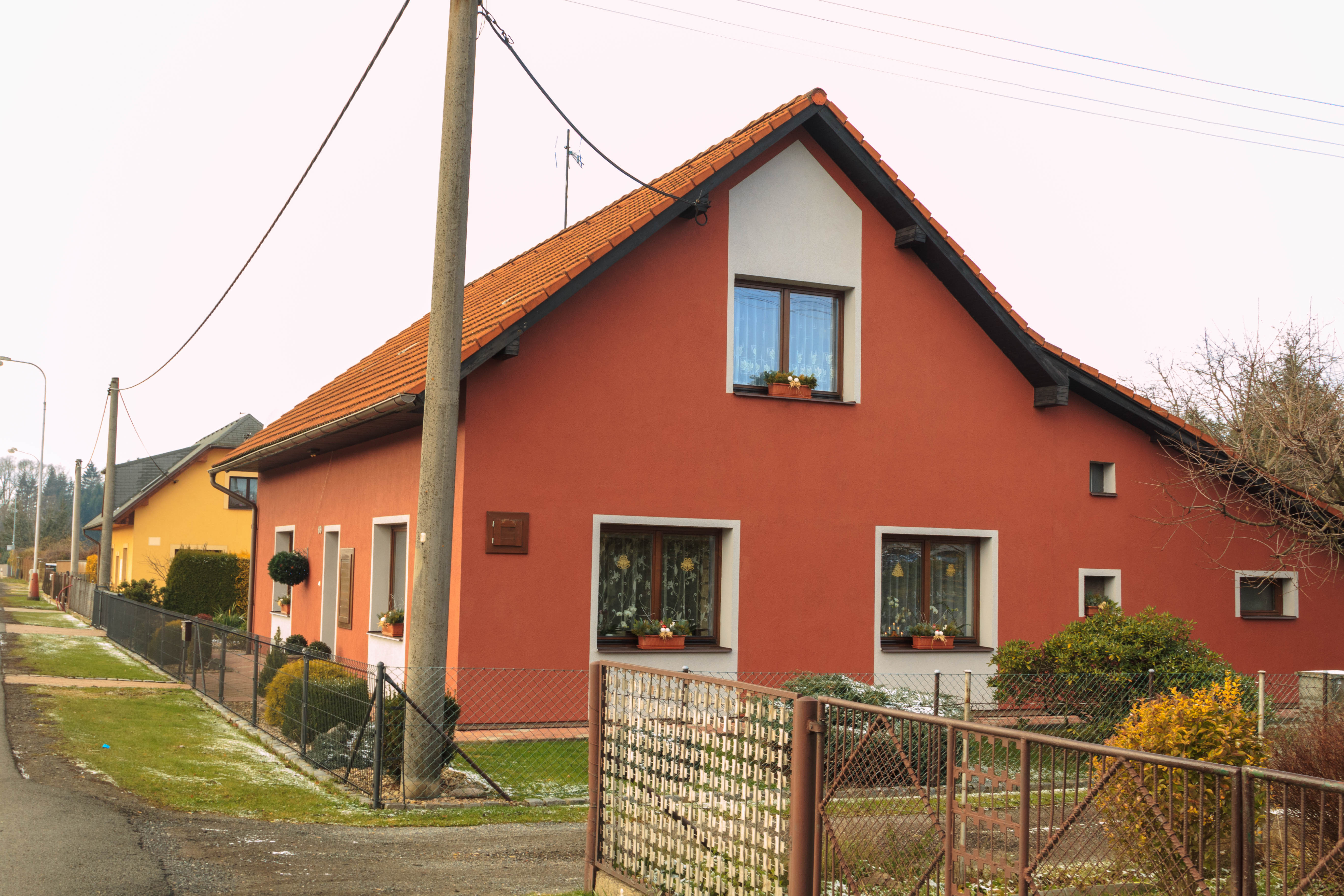
Tutleky – čp. 69
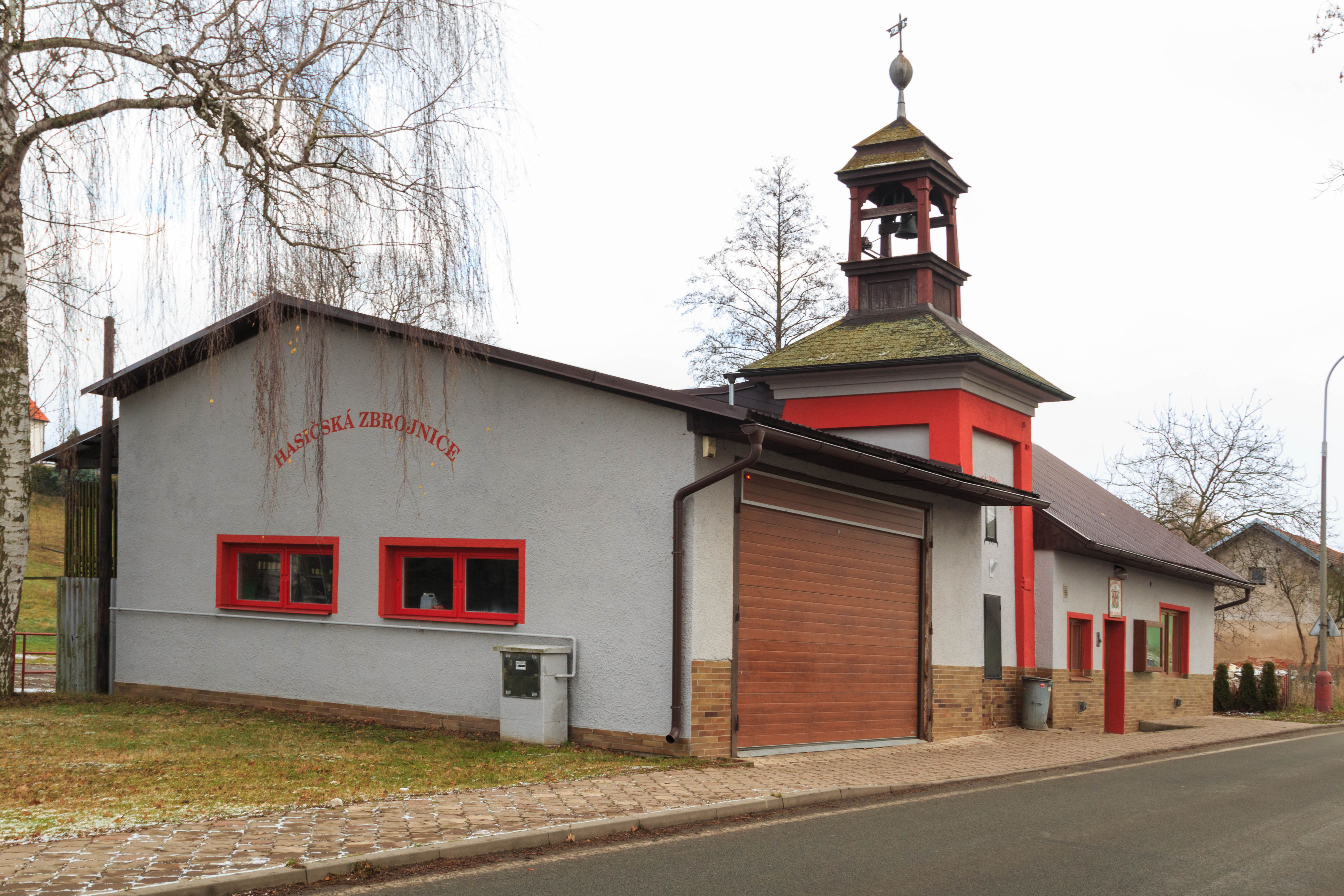
Tutleky – hasičská zbrojnice
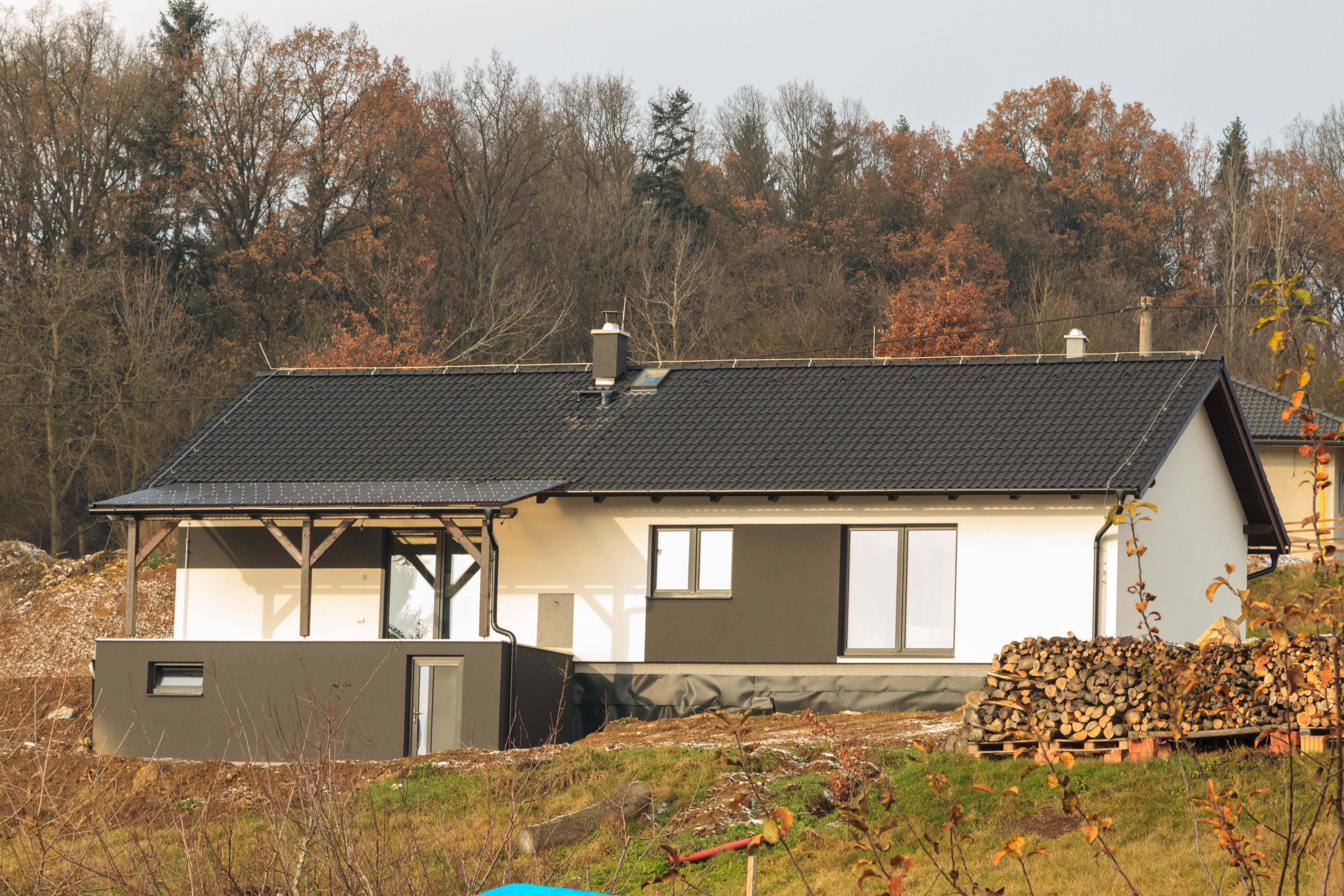
Tutleky – čp. 102